# Ryan Devlin
Ryan Patrick Devlin (nacido el 5 de junio de 1980) es un actor estadounidense y ex anfitrión de ET on MTV. Es conocido por presentar la primera y única temporada de la competencia musical Rock the Cradle. Recientemente interpretó el personaje de Smith en la comedia de ABC Cougar Town. Devlin también repitió su papel como esposo de la estrella invitada Mandy Moore, Mary, en la séptima temporada de Grey's Anatomy. También interpretó el personaje en el final de la sex temporada.

## Biografía
Devlin nació en Lansing, Míchigan, y se crio en Grand Rapids. Se graduó de la escuela secundaria Forest Hills en Grand Rápidos en 1998, y actuó en producciones teatrales escolares y locales. Devlin se graduó con honores en negocios en la Universidad Michigan State, dónde también estuvo involucrado en la estación de televisión del campus y el club de cineastas.

## Créditos

### Películas
- Life is Short (2006) Colby
- Deceit (TV 2006) Patrón
- Deck the Halls (2006) Bob Murray
- The World According to Barnes (TV 2007) Barnes
- Weather Girl (2009) Walt
- Imaginary Larry (2009) Tevin

### Realitys
- MDN (2004) himself
- America's Next Top Model (2005) Él mismo
- ET on MTV (2005–2006) Él mismo, anfitrión
- Rock the Cradle (2008) Él mismo, anfitrión

### Televisión
- Grounded for Life (2004) 2 episodios como Joey
- The War at Home (2005) 2 episodios como Keith
- Living with Fran (2005–2006) como Todd
- South Beach (2006) Brandon
- Veronica Mars (2006) Mercer Hayes
- CSI: Miami (2007) Josh Brockner
- Big Shots (2007–2008) Zack Wells
- Valentine (2008) Tucker
- Trust Me (2009) Scott Chernoff
- Party Down (2009) Kellum
- Cougar Town (2010) Smith Frank
- Grey's Anatomy (2010) Bill
- $#*! My Dad Says (2010) sólo el piloto[2]
- Brothers and Sisters (2010) Seth - Temporada 5, Episodio 9